# ایولییا باتنکووا
ایولییا باتنکووا (انگلیسی: Iuliia Batenkova؛ زادهٔ ۲۰ سپتامبر ۱۹۸۳) ورزشکار دوگانه، و اسکی‌باز صحرانوردی اهل اوکراین است.